# 아스마 압돌하미드
아스마 압돌하미드(아랍어: أسماء عبد الحميد, 덴마크어: Asmaa Abdol-Hamid, 1981년 11월 22일 ~ )는 덴마크의 정치인이다.
아랍에미리트에서 팔레스타인인 무슬림 부모의 딸로 태어났으며 14세 시절에 부모와 함께 덴마크로 이주했다. 고등학생 시절에는 사회민주당의 청년 조직인 사회민주청년당에서 활동했고 오덴세에서 고등 교육을 받았다.
2004년에 오덴세 릴레벨트 대학교에서 사회사업 과정을 졸업했으며 로스킬레에서 가정 조정자로 근무했다. 2005년에는 적녹동맹 소속 오덴세 시의회 의원으로 선출되었다. 정치 활동, 텔레비전 프로그램 방송 진행에서 히잡을 착용했다.